# Aberrazione sferica
L'aberrazione sferica è un'aberrazione che fa parte delle aberrazioni monocromatiche e delle aberrazioni assiali. Appartiene a sistemi ottici con lenti sferiche. Queste portano alla formazione di una immagine distorta.

Schema di aberrazione sferica

È provocata dal fatto che la sfera non è la superficie ideale per realizzare una lente, ma è comunemente usata per semplicità costruttiva. I raggi distanti dall'asse vengono focalizzati ad una distanza differente dalla lente rispetto a quelli più centrali.

Per evitare il fenomeno si utilizzano particolari lenti non sferiche, chiamate asferiche, più complesse da realizzare e molto costose. Il difetto può anche essere minimizzato scegliendo opportunamente il tipo di lente adatto all'impiego specifico; per esempio una lente piano-convessa è adatta per focalizzare un fascio collimato a formare un punto preciso, se usata con il lato convesso rivolto verso il fascio stesso.
L'invenzione delle prime lenti con cui superare l'Aberrazione sferica fu dell'astronomo Robert Blair, lenti che egli chiamò aplanatiche.